# Larry J. Franco
Larry J. Franco est un producteur de cinéma américain né le 5 avril 1949 à Sonora (Californie).
Il a travaillé pendant les années 1980 avec John Carpenter qu'il assistait à la réalisation. Il a par ailleurs participé à la production de tous les films de ce dernier pendant cette période.

## Biographie
En 1968, étudiant à l'université, il rencontre Jill Russell (fille de Bing Russell) qu'il épousera peu après. C'est la sœur de Kurt Russell, alors jeune acteur de 16 ans en tournage sur L'ordinateur en folie. Les deux hommes s'entendent immédiatement. À la suite de cette rencontre, Larry s'inscrit à UCLA pour suivre des cours de cinéma.
Il divorce de Jill Russell en 1984.

## Filmographie

### Producteur
- 1981 : Cutter's Way, de Ivan Passer
- 1981 : New York 1997 (Escape from New York), de John Carpenter
- 1982 : The Thing, de John Carpenter
- 1983 : Christine, de John Carpenter
- 1984 : Starman, de John Carpenter
- 1986 : Les Aventures de Jack Burton dans les griffes du Mandarin (Big Trouble in Little China), de John Carpenter
- 1987 : Prince des ténèbres (Prince of Darkness), de John Carpenter
- 1988 : Invasion Los Angeles (They Live), de John Carpenter
- 1989 : Tango et Cash, d'Andreï Kontchalovski et Albert Magnoli
- 1991 : The Rocketeer, de Joe Johnston
- 1992 : Batman, le défi (Batman Returns), de Tim Burton
- 1995 : Instant de bonheur (Two Bits), de James Foley
- 1995 : Jumanji, de Joe Johnston
- 1996 : Mars Attacks!, de Tim Burton
- 1999 : Ciel d'octobre (October Sky), de Joe Johnston
- 1999 : Sleepy Hollow, de Tim Burton
- 2001 : Jurassic Park 3, de Joe Johnston
- 2003 : Hulk, de Ang Lee
- 2005 : Batman Begins, de Christopher Nolan
- 2008 : Les Chroniques de Spiderwick (The Spiderwick Chronicles), de Mark Waters
- 2009 : 2012, de Roland Emmerich
- 2011 : Anonymous, de Roland Emmerich
- 2013 : White House Down de Roland Emmerich (coproducteur)
- 2018 : Casse-Noisette et les Quatre Royaumes (The Nutcracker and the Four Realms) de Lasse Hallström et Joe Johnston

### Assistant-réalisateur
- 1976 : Deux Farfelus à New York (Harry and Walter Go to New York), de Mark Rydell
- 1977 : Black Sunday, de John Frankenheimer
- 1977 : Il était une fois la légion (March or Die), de Dick Richards
- 1978 : Le Récidiviste (Straight Time), de Ulu Grosbard
- 1978 : Drôle d'embrouille (Foul Play), de Colin Higgins
- 1979 : Le Roman d'Elvis (Elvis), de John Carpenter (téléfilm)
- 1979 : Apocalypse Now, de Francis Ford Coppola
- 1979 : The Rose, de Mark Rydell
- 1980 : Fog (The Fog), de John Carpenter
- 1981 : Cutter's Way, de Ivan Passer
- 1981 : New York 1997 (Escape from New York), de John Carpenter
- 1982 : The Thing, de John Carpenter
- 1983 : Christine, de John Carpenter
- 1984 : Starman, de John Carpenter
- 1986 : Les Aventures de Jack Burton dans les griffes du Mandarin (Big Trouble in Little China), de John Carpenter
- 1987 : Prince des ténèbres (Prince of Darkness), de John Carpenter
- 1988 : Invasion Los Angeles (They Live), de John Carpenter

### Acteur
- 1975 : The Strongest Man in the World, de Vincent McEveety
- 1982 : The Thing, de John Carpenter
- 1988 : Invasion Los Angeles (They Live), de John Carpenter